# Rebecca J. Cole
Rebecca J. Cole (ur. 16 marca 1846 w Filadelfii, zm. 14 sierpnia 1922) – amerykańska lekarka i reformatorka społeczna. W 1867 została drugą lekarką Afroamerykanką w Stanach Zjednoczonych (po Rebece Lee Crumpler).

## Młodość i edukacja
Była drugim z pięciorga dzieci w rodzinie Cole’ów.
Uczęszczała do szkoły średniej w The Institute for Collored Youth, gdzie uczyła się łaciny, greki i matematyki. Szkołę skończyła w 1863. Następnie ukończyła Woman's Medical College of Pennsylvania w 1867 pod nadzorem Ann Preston, pierwszej kobiety dziekan. Women’s Medical College została założona przez kwakrów i ruch wstrzemięźliwości w 1850 jako Female Medical College of Pennsylvania i była pierwszą na świecie szkołą medyczną dla kobiet. Praca dyplomowa Cole nosiła tytuł Oko i jego narządy dodatkowe. Jej współlokatorkami na ostatnim roku studiów były Odelia Blinn i Martha E. Hutchings. Prawie trzydzieści lat później dr. Blinn napisał artykuł o tym, jak rasizm i walka o miejsce kobiety w nauce w Filadelfii prawie zniweczyły studia Cole i jej plany związane z karierą medyczną.

## Kariera
Po ukończeniu szkoły Cole odbyła staż w nowojorskim szpitalu Elizabeth Blackwell dla niezamożnych kobiet i dzieci. Została przydzielona do pracy w kamienicach czynszowych, aby uczyć kobiety opieki i higieny prenatalnej. Była pionierką w zapewnianiu zubożałym kobietom i dzieciom dostępu do opieki medycznej.
Kontynuowała praktykę w Karolinie Południowej, po czym wróciła do Filadelfii, gdzie w 1873 otworzyła przy Charlotte Abbey centrum informacyjne dla kobiet, które zapewniało usługi medyczne oraz prawne dla ubogich kobiet i dzieci. W styczniu 1899 została mianowana superintendentką domu prowadzonego przez Stowarzyszenie Pomocy Pokrzywdzonym Kolorowym Kobietom i Dzieciom w Waszyngtonie. W raporcie rocznym za ten rok stwierdzono, że miała wszystkie cechy niezbędne do takiej pozycji – umiejętność, energię, doświadczenie, takt. W kolejnym raporcie zauważono, że Dr Cole spełniła więcej niż oczekiwania swoich przyjaciół. Z jasnym i wszechstronnym spojrzeniem na całe pole działania, realizowała swoje plany z rozsądkiem i wigorem, które są częścią jej charakteru, a jednocześnie jej radosnym optymizmem, determinacją, by widzieć to, co najlepsze w każdej sytuacji i w każdej osobie, stworzyły wokół niej atmosferę słońca, która przyczynia się do szczęścia i dobrego samopoczucia każdego członka wielodzietnej rodziny.
Została pochowana na cmentarzu Eden w Collingdale w Pensylwanii.
W 2015 Cole została wyróżniona nagrodą Innovators Walk of Fame przez University City Science Center w Filadelfii.